# Solomon (Arizona)
 (décembre 2018).
Si vous disposez d'ouvrages ou d'articles de référence ou si vous connaissez des sites web de qualité traitant du thème abordé ici, merci de compléter l'article en donnant les références utiles à sa vérifiabilité et en les liant à la section « Notes et références ».
Pour les articles homonymes, voir Solomon.
Solomon est une census-designated place dans le comté de Graham, en Arizona, aux États-Unis. Sa population était de 426 habitants au recensement de 2010[source insuffisante].